# Austriacka Formuła 3 Sezon 2020
Austriacka Formuła 3 Sezon 2020 – trzydziesty ósmy sezon Austriackiej Formuły 3.

## Kalendarz wyścigów
| Runda | Data            | Tor         | Pole position  | Najszybsze okrążenie | Zwycięzca (kierowcy) | Zwycięzca (zespoły) |
| ----- | --------------- | ----------- | -------------- | -------------------- | -------------------- | ------------------- |
| 1     | 12 lipca        | Salzburg    | Thomas Aregger | Sandro Zeller        | Sandro Zeller        | Jo Zeller Racing    |
| 2     | 13 lipca        | Salzburg    | Sandro Zeller  | Sandro Zeller        | Sandro Zeller        | Jo Zeller Racing    |
| 3     | 19 lipca        | Mugello     | Sandro Zeller  | Sandro Zeller        | Sandro Zeller        | Jo Zeller Racing    |
| 4     | 20 lipca        | Mugello     | Sandro Zeller  | Sandro Zeller        | Sandro Zeller        | Jo Zeller Racing    |
| 5     | 30 sierpnia     | Imola       | Sandro Zeller  | Sandro Zeller        | Sandro Zeller        | Jo Zeller Racing    |
| 6     | 31 sierpnia     | Imola       | Sandro Zeller  | Sandro Zeller        | Sandro Zeller        | Jo Zeller Racing    |
| 7     | 6 września      | Brno        | Sandro Zeller  | Sandro Zeller        | Sandro Zeller        | Jo Zeller Racing    |
| 8     | 7 września      | Brno        | Thomas Aregger | Sandro Zeller        | Sandro Zeller        | Jo Zeller Racing    |
| 9     | 25 października | Hungaroring | Daniel Tapinos | Daniel Tapinos       | Daniel Tapinos       | Franz Wöss Racing   |
| 10    | 26 października | Hungaroring | Daniel Tapinos | Daniel Tapinos       | Daniel Tapinos       | Franz Wöss Racing   |
| 11    | 8 listopada     | Monza       | Sandro Zeller  | Sandro Zeller        | Thomas Aregger       | Franz Wöss Racing   |
| 12    | 9 listopada     | Monza       | Thomas Aregger | Sandro Zeller        | Sandro Zeller        | Jo Zeller Racing    |

## Klasyfikacja kierowców
| Legenda oznaczeń w tabelach wyników Wyświetl szablon na nowej stronie | Legenda oznaczeń w tabelach wyników Wyświetl szablon na nowej stronie                                                                     |
| Oznaczenie                                                            | Wyjaśnienie |
| --------------------------------------------------------------------- | --- |
| Złoty                                                                 | Zwycięzca lub mistrzostwo |
| Srebrny                                                               | 2. miejsce lub wicemistrzostwo |
| Brązowy                                                               | 3. miejsce lub II wicemistrzostwo |
| Zielony                                                               | Ukończył, punktował (w klasyfikacji generalnej, gdy zdobył co najmniej jeden punkt na przestrzeni sezonu, poza trzema powyższymi opcjami) |
| Niebieski                                                             | Ukończył, nie punktował (w klasyfikacji generalnej, gdy nie zdobył co najmniej jednego punktu na przestrzeni sezonu)                      |
| Czerwony                                                              | Nie zakwalifikował się (NZ) |
| Czerwony                                                              | Nie prekwalifikował się (NPK) |
| Różowy                                                                | Nie ukończył (NU) |
| Różowy                                                                | Niesklasyfikowany (NS) (w klasyfikacji generalnej, gdy nie został sklasyfikowany w żadnym wyścigu sezonu)                                 |
| Czarny                                                                | Zdyskwalifikowany (DK) |
| Czarny                                                                | Wykluczony (WYK/EX) |
| Biały                                                                 | Nie wystartował (NW) |
| Biały                                                                 | Kontuzjowany (K/INJ) |
| Biały                                                                 | Wyścig odwołany (OD/C) |
| Bez koloru                                                            | Został wycofany (WYC/WD) |
| Bez koloru                                                            | Nie przybył (NP/DNA) |
| Bez koloru                                                            | Nie brał udziału w treningach (NT/DNP) |
| Bez koloru                                                            | Nie został zgłoszony (–) |
| Pogrubienie                                                           | Start z pole position |
| Kursywa                                                               | Najszybsze okrążenie wyścigu |
| †                                                                     | Nie ukończył, ale jego rezultat został zaliczony ze względu na przejechanie więcej niż 90% dystansu wyścigu.                              |
| *                                                                     | Sezon w trakcie |
| 1/2/3                                                                 | Punktowana pozycja w sprincie kwalifikacyjnym                                                                                             |
| Lista systemów punktacji Formuły 1                                    | |

| Poz. | Kierowca          | Zespół               | SAL | SAL | MUG | MUG | IMO | IMO | BRN | BRN | HUN | HUN | MON | MON | Punkty |
| ---- | ----------------- | -------------------- | --- | --- | --- | --- | --- | --- | --- | --- | --- | --- | --- | --- | ------ |
| 1    | Sandro Zeller     | Jo Zeller Racing     | 1   | 1   | 1   | 1   | 1   | 1   | 1   | 1   | -   | -   | NU  | 1   | 225    |
| 2    | Thomas Aregger    | Franz Wöss Racing    | 2   | 2   | 2   | 2   | 3   | 2   | 2   | 2   | -   | -   | 1   | 2   | 184    |
| 3    | Ralph Pütz        | Franz Wöss Racing    | 7   | 6   | 6   | 6   | 5   | 4   | 5   | 5   | 4   | 3   | 5   | 7   | 115    |
| 4    | Daniel Tapinos    | Franz Wöss Racing    | -   | -   | -   | -   | EX  | 3   | 4   | 4   | 1   | 1   | 3   | 6   | 112    |
| 5    | Urs Rüttimann     | Jo Zeller Racing     | 4   | 4   | -   | -   | -   | -   | 3   | 3   | -   | -   | 2   | 4   | 84     |
| 6    | Luca Iannaccone   | Franz Wöss Racing    | 5   | 5   | 5   | 5   | NU  | NW  | -   | -   | 3   | -   | -   | -   | 55     |
| 7    | Kurt Böhlen       | Jo Zeller Racing     | -   | -   | 3   | 4   | -   | -   | -   | -   | -   | -   | 6   | 3   | 50     |
| 8    | Brice Morabito    | Monolite Racing      | -   | -   | 4   | 3   | 2   | -   | -   | -   | -   | -   | -   | -   | 45     |
| 9    | Antonín Sus       | Franz Wöss Racing    | -   | -   | -   | -   | -   | -   | -   | -   | 2   | 2   | -   | -   | 36     |
| 10   | Thomas Amweg      | Jo Zeller Racing     | 3   | 3   | -   | -   | -   | -   | -   | -   | -   | -   | -   | -   | 30     |
| 11   | Matěj Kácovský    | HKC Academy          | 8   | -   | -   | -   | 4   | 5   | -   | -   | -   | -   | -   | -   | 26     |
| 12   | Danny Luderer     | Vogtland Racing Team | -   | -   | -   | -   | -   | -   | -   | -   | -   | -   | 4   | 5   | 22     |
| 13   | Christian Wachter | Wachter Motorsport   | 6   | 7   | -   | -   | -   | -   | -   | -   | -   | -   | -   | -   | 14     |